# Prudență

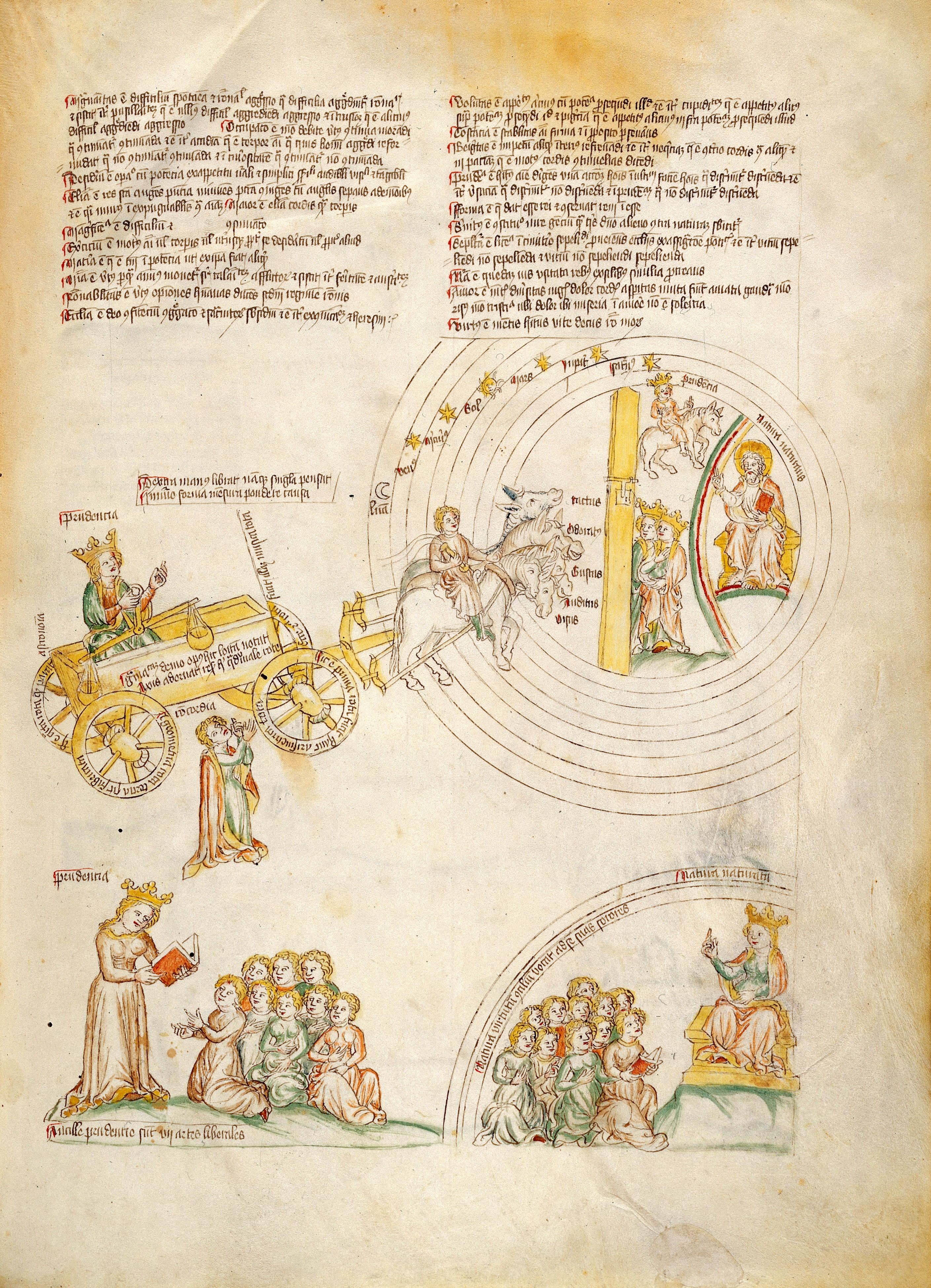
Prudența încoronată, care ține în mână balanța, călătorește alegoric într-o căruță către Rai. Concordia face ultimele retușuri vagonului. La intrare Prudența merge singură, pe un cal, spre Împărăția lui Dumnezeu. În colțul din stânga jos, Prudența, cu o carte, se adresează celor opt femei tinere așezate pe pământ. În colțul din dreapta jos, Prudența înscăunată vorbește la unsprezece femei tinere așezate.

Prudența (latină prudentia, contracție de la providentia înseamnă „sagacitate”") este abilitatea de a guverna și de a se disciplina prin folosirea rațiunii. Este considerată în mod clasic ca fiind o virtute și, în special, una dintre cele patru virtuți cardinale (care, cu cele trei virtuți teologice, fac parte din cele șapte virtuți). Prudența este o personificare feminină alegorică a virtuții, ale cărei atribute sunt oglinda și șarpele, care este deseori descrisă ca pereche cu Justiția, zeița romană a justiției.
Cuvântul derivă din prudența veche a cuvântului francez vechi din secolul al XIV-lea, care, la rândul său, derivă din prudența latină care înseamnă „vizionar, sagacitate”. Este deseori asociată cu înțelepciune, înțelegere și cunoaștere. În acest caz, virtutea este abilitatea de a judeca între acțiuni virtuoase și vicioase, nu numai în sens general, ci în ceea ce privește acțiunile corespunzătoare într-un anumit moment și loc. Deși prudența însăși nu efectuează nici o acțiune și se referă numai la cunoaștere, toate virtuțile trebuiau să fie reglementate de ea. Distingerea atunci când faptele sunt curajoase, spre deosebire de nedrepte sau lașitate, este un act de prudență și, din acest motiv, este clasificată ca o virtute cardinală (pivot). În limba engleză modernă, cuvântul a devenit din ce în ce mai sinonim cu prudența. În acest sens, prudența numește o reticență de a-și asuma riscuri, care rămâne o virtute în ceea ce privește riscurile inutile, dar, atunci când se extind în mod nejustificat în exces de prudență, poate deveni viciu al lașității.
În Etica Nicomahică, Aristotel dă o scurtă prezentare despre virtutea phronesis (greacă veche ϕρονησιϛ), tradusă în mod tradițional ca „prudență”, deși acest lucru a devenit din ce în ce mai problematic, deoarece cuvântul a scăzut din uzul comun. Mai recent, φρόνησις a fost tradus prin termeni precum „înțelepciunea practică”, „judecata practică” sau „alegerea rațională”.

## Legături externe
- Summa Theologica "Second Part of the Second Part" (Questions 47-56).
- "Prudence" at the Catholic Encyclopedia.